# La Femme chez elle
La Femme chez elle est le premier magazine télévisé féminin français, réalisé par Aimé Chabrerie, animé par Maïté Célérier de Sanois et diffusé sur RDF Télévision française puis sur RTF Télévision de décembre 1946 au 13 mai 1951.

## Histoire
Maïté Célérier de Sanois, journaliste et rédactrice de mode à Marie-Claire, lance en décembre 1946 l'émission La Femme chez elle, diffusée en direct sur RDF Télévision française depuis les studios du 13-15 rue Cognacq-Jay à Paris. Ce magazine est le premier magazine féminin à la télévision française. 
Le 13 mai 1951, Pour vous Madame remplace La Femme chez elle. 
L'émission se poursuit ensuite en tant que supplément au Magazine féminin.

## Principe de l'émission
La Femme chez elle traite de haute couture, de mode pratique, de coiffure et de conseils ménagers.